# Papp Artúr
Debreczeni Papp Artúr (Mátészalka, 1849. március 27. – Mátészalka, 1891. május 4.) református lelkész, író.

## Élete
Mátészalkán született, református lelkész családban. Iskoláit szülővárosában, majd Szatmáron, a teológiát pedig Debrecenben és Bécsben végezte. Hazatérése után 1871-től 1887-ig Mátészalkán mint segédlelkész, majd 1887. május 21-től haláláig mint lelkész dolgozott, közben megírta a mátészalkai református egyház történetét is. 1891. május 4-én Mátészalkán érte a halál.

## Munkássága
Munkásságáról Katona Béla: Szabolcs-Szatmár-Bereg irodalmi topográfiájában emlékezett meg, Nyéki Károly mátészalkai helytörténész pedig a Kelet-Magyarország 1987. május 27-i számában Elfelejtett arcok címmel írt cikket.
Írt humorisztikus és más beszélyeket az Üstökösbe és a Szatmármegyei Közlönybe. Cikke az Igazmondóban (1876. 15., 16. szám Egy pap fiú története). 

## Munkái
- Tavaszi virágok. Nagy-Károly, 1878. (Összegyűjtött beszélyei).
- A máté-szalkai ev. ref. egyház története. Szatmár, 1883.